# Otto Truchsess von Waldburg
Otto Truchsess von Waldburg (Suábia, 26 de fevereiro de 1514; Roma, 2 de abril de 1573) foi um teólogo católico alemão, príncipe-bispo de Augsburgo (1543-73) e cardeal.

## Biografia
Otto Truchsess von Waldburg nasceu no Castelo Scheer, na Suábia. Filho de Wilhelm I von Waldburg e Sibylla von Sonnenberg. Truchsess era originalmente a posição que a família exercia hereditariamente e logo tornou-se seu sobrenome.
Estudou em diversas universidades: Tübingen, Dole, Pádua, Pavia e Bolonha; nessa última, estudou direito com Ugo Boncompagni, futuro Papa Gregório XIII; Alessandro Farnese, Cristoforo Madruzzo e Stanisław Hozjusz, futuros cardeais, foram seus colegas de classe; e obteve um doutorado em teologia.
Cônego dos capítulos catedrais de Trento, Speyer e Augsburgo. Deão do capítulo da catedral de Trento. Conselheiro imperial, 1541. Durante uma missão imperial em Roma, foi nomeado camareiro particular de Sua Santidade. Em agosto de 1542, acompanhado por Girolamo Verallo, futuro cardeal, foi enviado à Dieta de Nuremberg para apresentar a bula Initio nostri huius pontificatus de 22 de maio de 1542, com a qual o Papa Paulo III convocou o concílio em Trento em 1º de novembro de 1542. Núncio na Polônia, de 29 de julho a 8 de novembro de 1542.
Eleito bispo de Augsburgo em 1 de junho de 1543; em 1 de setembro, recebeu permissão para adiar o recebimento da ordenação sacerdotal e da consagração episcopal; ocupou a sé até sua morte. Não se sabe quando ou por quem foi consagrado. Teve o título de príncipe do Sacro Império Romano. Ajudou a resolver uma longa disputa entre o Sacro Imperador Romano Carlos V e o Papa Paulo III.
Criado cardeal-presbítero no consistório de 19 de dezembro de 1544; recebeu o barrete vermelho e o título de S. Balbina em 27 de novembro de 1545. Enviou seu procurador Claudio Gallo ao Concílio de Trento de 7 de janeiro de 1546 a 3 de março de 1547. Participou do conclave de 1549-1550, que elegeu o Papa Júlio III. Optou pelo título de S. Sabina, 28 de fevereiro de 1550. Fundou a Universidade de Dillingen em 6 de abril de 1551, bem como o seminário; em 1564, colocou ambas as instituições sob a Companhia de Jesus. Camerlengo do Sagrado Colégio dos Cardeais, 23 de janeiro de 1553 a 12 de janeiro de 1554. Reitor de Ellwangen, 1553-1573.
O Cardeal von Waldburg não participou do primeiro conclave de 1555, que elegeu o Papa Marcelo II, mas participou do segundo conclave de 1555, que elegeu o Papa Paulo IV. Participou do conclave de 1559, que elegeu o Papa Pio IV. Ele protestou contra a Paz Religiosa de Augsburgo de 1555. Nomeado protetor do Sacro Império Romano, 1558. Optou pelo título de S. Maria em Trastevere, 14 de abril de 1561. Promovido a ordem dos cardeais- bispos e a sé suburbicária de Albano, 18 de maio de 1562. Participou das sessões finais do Concílio de Trento em 1563. Não participou do conclave de 1565-1566, que elegeu o Papa Pio V. Nomeado membro da Inquisição pelo Papa Pio V. A partir de 1568, o cardeal viveu em Roma. Passou para a sé suburbicária de Sabina, 12 de abril de 1570, e logo depois para Palestrina, 3 de julho de 1570. Participou do conclave de 1572, que elegeu o Papa Gregório XIII. Era amigo e admirador dos jesuítas e colocou a pedra fundamental da igreja de Gesù em Roma.

O príncipe-bispo Otto Truchsess von Waldburg faleceu em 2 de abril de 1573, em Roma, e foi enterrado na igreja de S. Maria dell'Anima.